# La straduzione
La straduzione è un romanzo di Laura Pariani, pubblicato nel 2004. Lo stesso anno, il libro si è aggiudicato il Premio Comisso, sezione di narrativa.

## Contenuto
Due scrittori, il polacco Witold Gombrowicz e l'italiana Laura Pariani, si trovano a vivere in tempi diversi a San Telmo, un quartiere di Buenos Aires. Il primo è arrivato nel 1939 e si è trattenuto fino al 1963; la seconda è arrivata quindicenne il 29 giugno 1966, assieme alla madre, e ha trascorso in Argentina qualche mese. Ha effettuato un secondo viaggio nel 2003, con l'intenzione di ripercorrere le proprie esperienze e rileggere i diari di Gombrowicz, per raccontarli al figlio Luca.
La narrazione è in prima persona per quanto concerne Laura Pariani, in terza persona quando si tratta dello scrittore polacco.

### Witold Gombrowicz
Lo scrittore è giunto a Buenos Aires come giornalista alla fine di agosto nel 1939. Non è solo; un'intera delegazione polacca ha attraversato l'oceano per sensibilizzare l'opinione pubblica mondiale sul rischio corso dalla Polonia a causa della Germania nazista. La notizia dello scoppio della guerra costringe i polacchi a imbarcarsi con destinazione Londra, dove cercheranno rifugio politico. Ma lo scrittore, all'ultimo momento, ubbidisce a una sorta di impressione che lo obbliga a rimanere. Cominciano anni di stenti ed espedienti per campare.
Gombrowicz impara con difficoltà lo spagnolo locale, chiamato castellano, fatica anche ad accettare le offerte di lavoro più decorose, come un posto in una banca polacca, tuttavia ha importanti rapporti con gli esponenti della cultura, quali Roberto Arlt e Jorge Luis Borges. Talora ammesso nei circoli più influenti, si sente in posizione conflittuale, non accettato, critico verso gli ospiti. Si affeziona invece ad alcuni diseredati, quali un ricoverato del manicomio, da cui gli sembra di imparare tante cose, e soprattutto a un ragazzo italiano di nome Mattia, biondo e grande, che sogna di diventare pugile.
Trascorrono gli anni e la guerra finisce. Sul continente latino-americano si riversano molti profughi tedeschi. Inoltre una forte crisi economica ha impoverito l'Argentina e aumentano le proteste dei più poveri. Witold potrebbe rientrare in patria, ma rimane, continuando a scrivere e vedersi respingere i lavori da tutti gli editori. Finché un giorno gli arriva una proposta tanto inattesa, quanto ambiziosa: realizzare una traduzione del suo romanzo Ferdydurke, che aveva scritto molti anni prima e che lo aveva reso un grande scrittore.
Comincia così la storia di una traduzione che Gombrowicz non può compiere da solo, per insufficiente conoscenza della lingua spagnola, ma che i letterati locali non potrebbero affrontare, perché non conoscono la lingua polacca. L'autore sta per rinunciare all'impegno, quando alcuni amici gli fanno una proposta, cioè di creare un gruppo, per contribuire tutti alla traduzione. Gombrowicz leggerà il testo e lo esporrà oralmente; gli altri suggeriranno i termini e li discuteranno. Fanno parte dei più intimi amici Antonio Berni, artista italiano, Virgilio Piñera, poeta cubano e altri. Le riunioni si tengono nella sala da biliardo di un caffè. Chiunque, giocatori di scacchi e di biliardo, gente che passa per la sala, può dire la sua. Le dispute a volte si protraggono a lungo, a volte si risolvono in pochi istanti; il Ferdidurke è tradotto.
È il 1947: si festeggia nel caffè con un sontuoso rinfresco, al quale sono ammessi tutti i partecipanti alla straduzione e ringraziati. Il libro conosce un nuovo successo, dopo quello avuto in Europa tanti anni prima. Sui mezzi pubblici, sulle panchine, si incontrano lettori appassionati, che non si aspettano di trovare l'autore o parlargli. Witold Gombrowicz rimane ancora molti anni a Buenos Aires, scrivendo libri e continuando a tenere un diario. Gli manca solo Mattia, morto da poco in un incidente di gioco, e rivede, nei momenti di solitudine, il ragazzone, così simile a lui tanti anni prima.

### Laura Pariani
È una ragazzina di quindici anni, quando giunge con la madre a Buenos Aires, il giorno stesso (29 giugno 1966) in cui un colpo di Stato ha sprofondato la città nella violenza e nella repressione armata. Le due donne prendono alloggio in Calle Venezuela, nel barrio di San Telmo, a pochi caseggiati da quello in cui aveva abitato fino a pochi anni prima Witold Gombrowicz. Nessuna delle due è in grado di pensare allo scrittore polacco: sono alla ricerca del nonno materno di Laura, partito quarant'anni prima dall'Italia e mai più tornato.
Nell'intrico di vicende politiche e vissuto personale, la ragazzina ha un periodo di crescita interiore che per sempre farà di lei una persona dal cuore diviso tra il proprio paese e l'Argentina. Dal modo di imparare il castellano, alla scoperta della Biblioteca Nacional, fino all'assorbimento di colori, suoni caratteristici, divertimenti sconosciuti all'ambiente italiano, come l'assistere a partite di pugilato, che divengono per lei la metafora della lotta per conquistare le parole, la scrittura.
Dopo trentasette anni, dopo molto tempo passato anche sui diari di Gombrowicz, Laura Pariani si concede un altro viaggio, della memoria questa volta. La stagione è cambiata: nel 1966 giugno iniziava l'inverno, con le sue impressioni; ora, nel 2003, è una torrida estate, anche se il mese si chiama febbraio. Laura cerca i ricordi e li narra al figlio che non ha mai visto quel Paese. Narra a proprio nome, ma soprattutto a nome di Gombrowicz che, nel 1966, si rammaricava che nessuno avrebbe ripercorso il suo diario argentino.

## Edizioni
- Laura Pariani, La straduzione, Rizzoli, Milano 2004
- (PL)  Laura Pariani; Gombrowicz i Buenos Aires: historia pewnego przekładu, traduzione di Krzysztof Żaboklicki, Wydawn. Literackie, Kraków 2006[4]